# IC 2700
IC 2700 ist eine Galaxie vom Hubble-Typ S? im Sternbild Löwe am Nordsternhimmel. Sie ist schätzungsweise 1,1 Milliarden Lichtjahre von der Milchstraße entfernt und hat einen Durchmesser von etwa 100.000 Lichtjahren.
Im selben Himmelsareal befinden sich u. a. die Galaxien IC 2683, IC 2698, IC 2713, IC 2718.
Das Objekt wurde am 27. März 1906 von Max Wolf entdeckt.